# 인터랙티비티
정보과학, 컴퓨터 과학, 인간-컴퓨터 상호 작용, 통신, 산업 디자인과 관련한 수많은 분야에서 인터랙티비티(interactivity), 쌍방향 기능, 쌍방향 참가, 대화식 이용은 합의된 정의는 없지만 대부분의 정의가 사용자 인터페이스를 통한 사용자와 컴퓨터 및 기타 머신 간 상호작용과 관련되어 있다. 그러나 인터랙티비티는 사람들 간의 상호작용을 의미할 수도 있다. 그럼에도 불구하고 사람과 컴퓨터 간 상호작용을 가리키는 것이 일반적이며 컴퓨터들 간 상호작용, 즉 소프트웨어, 하드웨어, 네트워크 간 통신을 의미할 수도 있다.
인터랙티비티에는 여러 관점이 존재한다. 인터랙티비티의 우발적 관점에서 3개의 단계가 있다:
1. 상호작용적이지 않음: 메시지가 이전 메시지와 관련이 없을 때
2. 반응적임: 메시지가 이전의 즉각적인 메시지에만 관련이 될 때
3. 상호작용적임: 메시지가 이전의 수많은 메시지와, 그리고 이들 간 관계와 관련이 될 때[2]

## 같이 보기
- 해프닝
- 인간공학
- 상호작용
- 대화형 매체
- 인터랙션 디자인
- 가상 현실